# Dekanat Szczucin
Dekanat Szczucin – dekanat wchodzący w skład diecezji tarnowskiej.
Dziekanem w dekanacie szczucińskim jest ks. mgr Zygmunt Warzecha, proboszcz parafii Szczucin, a wicedziekanem ks. Józef Jeziorek, proboszcz parafii Borki.

## Parafie w dekanacie
W skład dekanatu wchodzą parafie:
- Bolesław – Parafia św. Wojciecha
- Borki – Parafia Matki Bożej Fatimskiej Różańcowej
- Delastowice – Parafia Najświętszego Serca Jezusowego w Delastowicach
- Kupienin – parafia św. Apostołów Piotra i Pawła
- Mędrzechów – Parafia Najświętszej Maryi Panny Królowej Polski
- Radgoszcz – Parafia Najświętszej Maryi Panny Wspomożenia Wiernych
- Samocice – Parafia św. Bartłomieja
- Słupiec – Parafia Trójcy Przenajświętszej w Słupcu
- Szczucin – Parafia św. Marii Magdaleny
- Wola Mędrzechowska – Parafia Najświętszej Maryi Panny Wniebowziętej  w Woli Mędrzechowskiej
- Zabrnie – Parafia św. Maksymiliana Marii Kolbego w Zabrniu